# Epirhyssa tonkinensis
Epirhyssa tonkinensis är en stekelart som beskrevs av Alexander Mocsáry 1905.
Epirhyssa tonkinensis ingår i släktet Epirhyssa och familjen brokparasitsteklar. Inga underarter finns listade i Catalogue of Life.